# 乳揺れ
乳揺れ（ちちゆれ）とは、乳房が揺れ動くさま。主に女性のそれを指す。胸揺れ、乳房振動とも表記される。

## 概要

乳揺れは乳房のタナー段階がI・IIでは生じないが、IIIで少し生じ始め、IV・Vで完全に生じるようになる。

思春期で乳房の成長期（途中で初経を挟む前後約4年間・乳房のタナー段階II - IV）では、ステップ2（初経前後・乳房のタナー段階III）でノーブラの場合は乳揺れが少し生じ始め、ステップ3（初経の1年以上後・乳房のタナー段階IV）でノーブラの場合は完全に乳揺れが生じるようになる。この時期の乳揺れは疼痛をともなったり、乳房の内部組織が伸びてしまう場合がある。
特にスポーツ・体育授業などの運動時において、タナー段階III以降の乳房は慣性の法則で必ず揺れ、通常のブラジャーを着用して運動しても乳揺れを防ぎきれず、多くは運動する者にとって邪魔となる。2009年、ルーマニアのプロテニス選手シモナ・ハレプは乳房を縮小する手術を受け、2017年には世界ランク1位になっている。
乳揺れが生じると乳房の質量や運動量がそのままダメージとなり、乳房を支える組織であるクーパー靭帯への影響も大きく、痛みも激しくなる。そのため、乳房のタナー段階III以降はスポーツブラなどの下着類で乳房を補正し、運動時の乳揺れ軽減を試みる女性は多く、プロのスポーツ選手や専門家も推奨している。
なお、男性においても乳揺れは存在し、主にBMI値の高い肥満体型で確認できる。まれに女性化乳房症により、乳揺れが起こるほど胸が膨らむケースもある。

## フィクションにおける乳揺れ
主にアニメやゲームにおいて、大人およびセクシーな女性などのキャラクターは巨乳に描かれることが多く、何らかのアクションに応じて乳揺れが描写されるシーンも多い。デフォルメが顕著であり、ほとんどの場合で物理法則を無視したような現実離れした乳房の動きが描写される。

### アニメにおける乳揺れ
乳揺れはアニメのファンサービスとして広く見られ、特にガイナックスによる多用が英語圏のアニメファンに強い印象を与えており、乳揺れを指す“Gainaxing”あるいは“Gainax Bounce”という言葉については、少なくとも1993年までさかのぼることができる。また、英語圏のアニメファンの間ではガイナックスのOVA『おたくのビデオ』の劇中アニメに登場するミスティ・メイを乳揺れの単位として用いている。たとえば、"One Misty May" で乳揺れ1回である。
アニメ史での乳揺れの厳密な起源は定かではないが、アニメ研究の界隈では長年の間、1983年に発表された『DAICON IV OPENING ANIMATION』が原初だと考えられ、定説とされてきた。
しかし、アニメにおける乳揺れについての定義を見直されたことをきっかけにいくつかの先駆けが発見されており、明らかなものとしては1981年放送のテレビドラマ『おてんば宇宙人』のOPアニメが初出であると評される。また、定義揺れではあるものの乳揺れに然りと目される作品として、1977年放送のテレビアニメ『まんが日本昔ばなし』から「山んばの嫁さん」、さらにはそれ以前の1969年頃に制作されたアニメ『ルパン三世 パイロットフィルム』での峰不二子のダンスがそれに当たる。それらのほか、テレビアニメでの変身バンクにおける初めての乳揺れは、1988年放送の『超音戦士ボーグマン』のアニス・ファームがバルテクターを装着するシーンであると評される。
ただ、知名度や影響力を視野に入れた場合、1984年に劇場公開された宮崎駿監督のアニメ映画『風の谷のナウシカ』の主人公ナウシカが挙げられる。アニメーター・映画監督の庵野秀明は、同作品のDVDのオーディオコメンタリーにて「最初にやったのは宮崎駿ではないかと思う」とコメントしている。

### ゲームにおける乳揺れ
ゲーム（特に3Dレンダリング）における乳揺れは、英語では "jiggle physics", "breast physics", あるいは  と呼称される。初期の例として、SNKの2D対戦型格闘ゲーム『餓狼伝説2』に登場する不知火舞や、テクモの3D対戦型格闘ゲーム『デッド オア アライブ』に登場する女性キャラクターたちが有名である。特に、舞はゲーム史における乳揺れの起源とも言われ、誕生した1992年から2018年の現在まで活躍しており、ゲームでの乳揺れを牽引してきたキャラクターとして知名度・影響力ともに最も高い。また、起源について厳密には1989年に発売されたアクションRPG『イースI・II』のPCエンジン版OPアニメに登場するリリアが舞より約3年先んじているが、これも諸説ある。
このように乳揺れは日本発祥の文化と言えるが、2010年代以降はCrytekのアクションアドベンチャーゲーム『ライズ:サン・オブ・ローマ』やLab Zero Gamesの2D対戦型格闘ゲーム『スカルガールズ』のような海外作品でも広く採用されるようになっている。しかし、それと同時にフェミニストの攻撃の対象となる機会も増えている（#必要性と技術の項参照。）。

### 静止画における乳揺れ
アニメーションとして動きそのものを描写できない静止画・イラストや漫画において、乳揺れは斜線・動線や擬音などによる効果が主な技法だったが、1988年には奥浩哉の一般漫画作品『変[HEN]』で初めて乳首の残像による乳房の揺れ動く様子が描写され、着目された。
この新しい技法を美少女コミック研究家の稀見理都は乳首残像と命名し、長年蔓延っていた静止画における「おっぱい表現の弱点」を克服したパラダイムシフトであると著書にて述べている。
また、1989年にはうたたねひろゆきも同人漫画作品『MIROIR -鏡-』で同様の描写を用いており、同時期に発見された漫画技法としてこれらがその起源とされる。
この技法は後年では一般的表現として、主に成人漫画作品で多用されるが、その具体的な発現は発見から約4年遅れての1993年頃からである。

### 必要性と技術
表現記号として目立つ乳揺れが揶揄されることは多く、特に3DCG技術の発展によるリアルとの乖離が取り沙汰されている。これは現象として「不気味の谷」と言われるものに近く、現実における正しく機能した乳揺れを基準として見る場合、フィクションでの乳揺れが非現実に感じる要素は大きい。どこまでリアルに則するかは、技術的な問題やコストにも大きく関係するが、主にその線引きは制作サイド内でも揺れ、結局は好みで決定されることが多いとされる。
仮にリアルに沿って非現実な乳揺れを廃しても、それが逆にリアルでなくなる逆転現象も起きている。バンダイナムコエンターテインメントが制作している3D対戦型格闘ゲームシリーズ『鉄拳』のスタッフ内において、長年乳揺れを禁止していた例があり、プロデューサーである原田勝弘が知人の女性から「どんなに押さえても揺れる」と言われ、結果的にそれをもって2004年作の『鉄拳5』から乳揺れが解禁されている。
ただ、例えば乳揺れに造詣の深い優れたアニメーターであっても仕事を回してもらえないこともあり、現場の判断の的確さは必ずしも作品の内容に影響するわけではない。また、乳揺れそのものが必要性を問われる場面があり、それはユーザー間だけでなくスタッフ間でも割れることがある。
乳揺れを描く際、その技術専用に物理エンジンや監修が設けられることもあり、特に2Dアニメについてはほとんどが手描きであるため、乳揺れという1つの表現にハイクオリティを求めた場合、そういった専門的な分野の知識や技術が必要となる。極端な例であるが、2D対戦型格闘ゲーム『KOF XII』に使用されたキャラクターなどのドットアニメは、キャラクター1体を1人で制作した場合、完成までに6か月が必要とされる。
2017年には、乳揺れの発展系として陰茎や睾丸が揺れるゲーム『CONAN EXILES』が開発されている。ただし、2018年に発売された日本語版『コナン アウトキャスト』では、そういった性的な表現は修正されている。

## 報道や実写における乳揺れ
実在する女性タレントのニュースや実写アダルトビデオのタイトルなどでも、形容の1つとして用いられている。
フィクションと同様に現実の乳揺れもまた、顧客などへのサービスや自身のポテンシャルのアピールにポーズやアクションとして使用される。主にグラビアアイドルなどがその活用での中心だが、ジャンルの違う人物が乳揺れを披露したことがきっかけで注目されるケースがあり、乳揺れの有用性の高さと人気がうかがえる。